# Новый Мичан
Новый Мичан (тат. Яңа Мичән) — село в Сабинском районе Республики Татарстан, в составе Мичанского сельского поселения.

## Географическое положение
Село находится на реке Малая Мёша, в 12 км к западу от районного центра, посёлка городского типа Богатые Сабы.